# Вильгельм Мориц (князь Нассау-Зигена)
Вильгельм Мориц Нассау-Зигенский (нем. Wilhelm Moritz zu Nassau-Siegen; 18 января 1649, Терборг — 23 января 1691, Зиген) — граф Нассау-Зигена. В 1664 году он был пожалован титулом князя Нассау-Зигенского.

## Биография
Вильгельм Мориц — старший сын графа Генриха II Нассау-Зигенского (1611—1652) и Марии Магдалины Лимбург-Штирумской (1632—1707).
В 1664 году Вильгельм Мориц был возведен в звание имперского князя. В 1678 году Вильгельм Мориц был усыновлен своим бездетным дядей, Иоганном Морицем (1604—1679), который сделал его своим соправителем. В 1679 году после смерти Иоганна Морица Вильгельм Маврикий унаследовал титул и владения князя Нассау-Зигенского.
Вильгельм Мориц Нассау-Зигенский имел летнюю резиденцию в Хильхенбахе. В 1683 году он построил здесь новый замок Вильгельмсбург, который сильно пострадал от пожара в 1689 году. В настоящее время городской архив Хильхенбаха находится в этом замке.
Князь Вильгельм Мориц служил в голландской армии, где дослужился до чина генерала, и был членом ордена Святого Иоанна, как и его приёмный отец князь Иоганн Мориц Нассау-Зигенский.

## Семья и дети
6 февраля 1678 года в Шаумбурге Вильгельм Мориц женился на Шарлотте Эрнестине (1662—1732), третьей дочери Адольфа, принца Нассау-Шаумбургского. Её дедом по материнской линии был знаменитый фельдмаршал Петер Меландер, граф Хольцаппель. В браке родилось двое сыновей:
- Фридрих Вильгельм Адольф (20 февраля 1680 — 13 февраля 1722)
- Карл Людвиг Генрих (17 марта 1682 — 18 октября 1694)

42-летний князь Вильгельм Мориц Нассау-Зигенский скончался 23 января 1691 года. Его вдова стала регентом и опекуном малолетних сыновей.